# Dušan Kecman
Dušan Kecman, (en serbe : Душан Кецман), né le 6 novembre 1977 à Belgrade, dans la République socialiste de Serbie, est un joueur serbe de basket-ball. Il évolue aux postes d'arrière et d'ailier.

## Biographie
Après une saison décevante en championnat de France avec le club de Roanne, il rejoint la saison suivante le club de Monaco qui évolue en NM1, troisième niveau en France mais il n'est finalement pas conservé dans l'effectif.

## Palmarès
- Vainqueur de l'Euroligue 2009
- Vainqueur de la ligue adriatique 2007, 2008, 2010, 2011
- Champion de Serbie-et-Monténégro 2003, 2004
- Champion de Serbie 2007, 2008, 2010, 2011
- Vainqueur de la coupe de Serbie 2008, 2010, 2011, 2012
- Vainqueur de la coupe de Grèce 2009
- Champion de Grèce 2009